# 伊豆実成寺

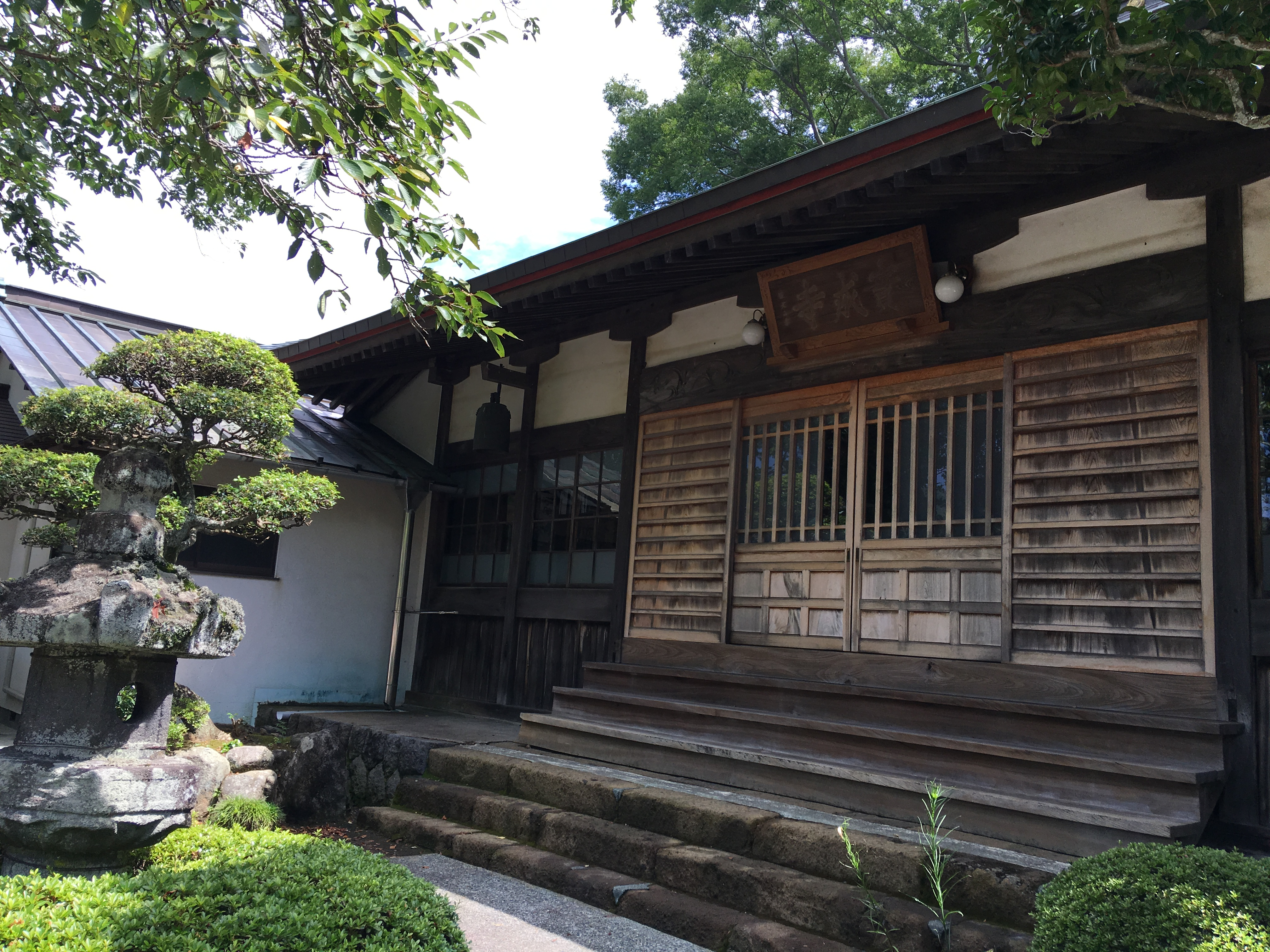
本堂

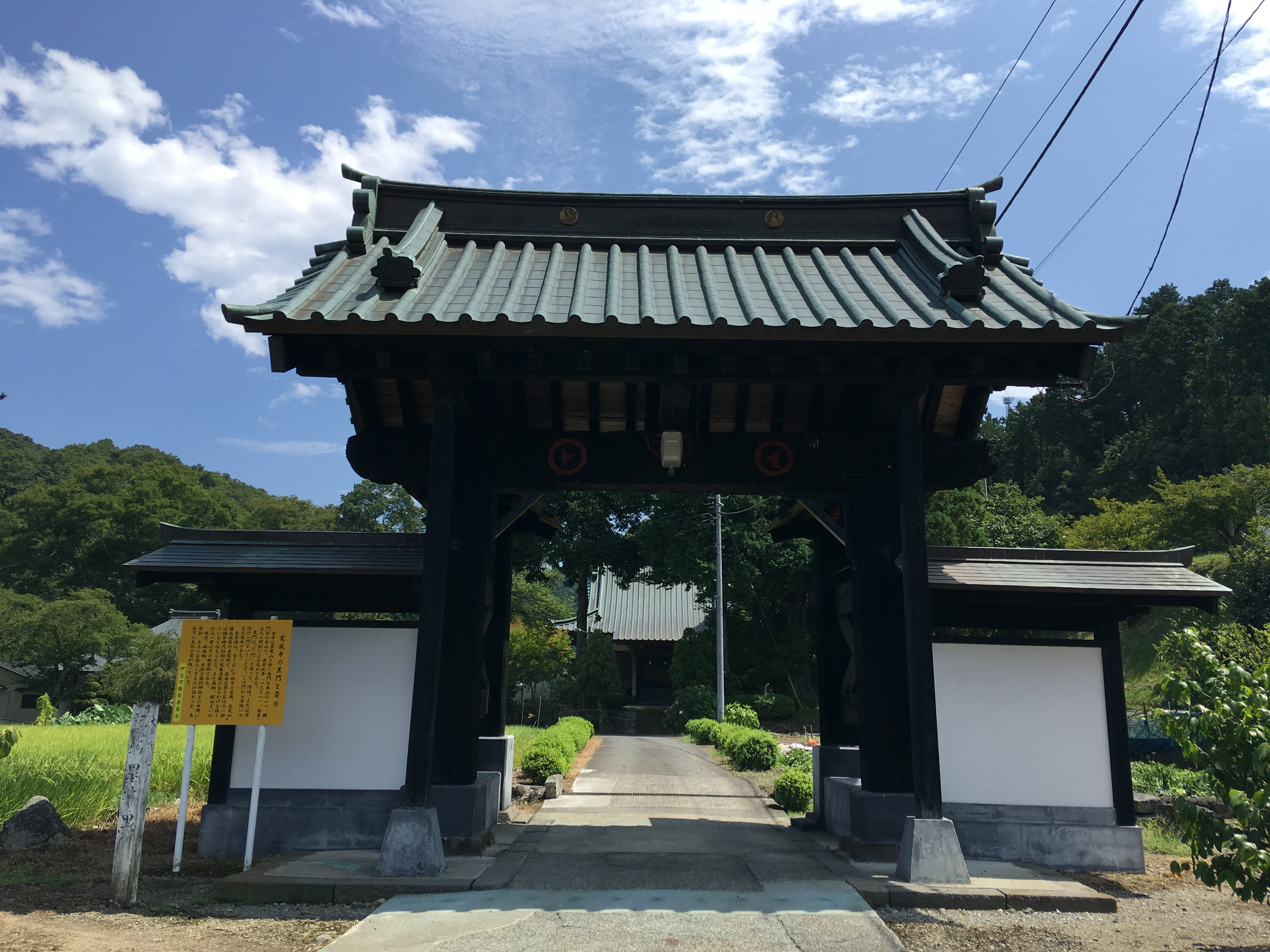
黒門

實成寺（じつじょうじ）は、静岡県伊豆市柳瀬にある日蓮宗の本山（由緒寺院）。日興の法脈を継承する富士門流に属し、静岡県の駿東地方に分布する富士五山（北山本門寺・西山本門寺・大石寺・下条妙蓮寺・小泉久遠寺）及び京都要法寺・保田妙本寺とあわせて「興門八本山」のひとつに数えられる。

## 起源と歴史
- 1301年（正安3年）4月　太夫阿日尊、伊豆柳瀬に實成寺を創す。
- 1799年（寛政11年）3月8日　焼失。
- 1844年（弘化1年）　客殿再建。
- 1847年（弘化4年）　本堂再建。
- 1876年（明治9年）　富士門流の統一教団日蓮宗興門派の結成に参加。
- 1899年（明治32年） 日蓮宗興門派は本門宗と改称。
- 1941年（昭和16年） 本門宗は一致派、勝劣派の顕本法華宗とともに三派合同を行い日蓮宗を結成。

## 文化財
伊豆市指定有形文化財
- 實成寺祖師堂の彫刻
- 大見平三家政の墓

## 歴代住職
| 代   | 日号 | 阿闍梨号・院号 | 命日                                                        | 享年 | 備考                              |
| ---- | ---- | -------------- | ----------------------------------------------------------- | ---- | --------------------------------- |
| 開山 | 日蓮 | 立正大師       | 弘安5年10月13日（1282年）                                   | 61歳 | 武蔵国池上で入滅                  |
| 2祖  | 日興 | 白蓮阿闍梨     | 元弘3年2月7日（1333年）南朝 正慶2年2月7日（1333年）北朝     | 88歳 | 上条大石寺 開山 北山本門寺 開山   |
| 3祖  | 日目 | 新田卿阿闍梨   | 元弘3年11月15日（1333年）南朝 正慶2年11月15日（1333年）北朝 | 74歳 | 美濃国垂井で遷化                  |
| 4世  | 日尊 | 大夫阿闍梨     | 興国6年5月8日（1345年）南朝 康永4年5月8日（1345年）北朝     | 81歳 | 開基 36箇寺建立                   |
| 5世  | 日郷 |                | 応安6年3月27日（1373年）                                    |      |                                   |
| 6世  | 日要 |                | 興国6年4月27日（1345年）                                    |      |                                   |
| 7世  | 日眼 |                | 永享1年12月19日（1429年）                                   |      |                                   |
| 8世  | 日出 |                | 長禄2年7月5日（1458年）                                     |      |                                   |
| 9世  | 日典 |                | 延徳1年12月9日（1489年）                                    |      |                                   |
| 10世 | 日能 |                | 永正12年6月25日（1515年）                                   |      |                                   |
| 11世 | 日相 |                | 天文8年9月6日（1539年）                                     |      |                                   |
| 12世 | 日経 |                | 天文8年9月6日（1539年）                                     |      |                                   |
| 13世 | 日証 |                | 天正11年8月7日（1583年）                                    |      | 伊豆・妙泉寺6代                   |
| 14世 | 日迦 | 山下阿闍梨     | 慶長16年11月26日（1611年）                                  |      |                                   |
| 15世 | 日乗 |                | 寛永10年2月6日（1633年）                                    |      |                                   |
| 16世 | 日運 |                | 寛永20年7月19日（1643年）                                   |      | 伊豆・妙泉寺11代                  |
| 17世 | 日顕 |                | 寛永20年4月11日（1643年）                                   |      |                                   |
| 18世 | 日忠 |                | 寛文12年11月22日（1672年）                                  |      | 伊豆・行蓮寺4代                   |
| 19世 | 日然 |                | 寛文12年6月13日（1672年）                                   |      |                                   |
| 20世 | 日遄 |                | 元禄6年2月20日（1693年）                                    |      |                                   |
| 21世 | 日安 |                | 元禄16年7月5日（1703年）                                    |      |                                   |
| 22世 | 日芳 |                | 宝永5年7月1日（1708年）                                     |      |                                   |
| 23世 | 日教 |                | 宝永2年8月15日（1705年）                                    |      |                                   |
| 24世 | 日行 |                | 宝永6年5月14日（1709年）                                    |      |                                   |
| 25世 | 日秀 |                | 宝永7年12月9日（1710年）                                    |      |                                   |
| 26世 | 日量 |                | 享保11年5月26日（1726年）                                   |      |                                   |
| 27世 | 日定 | 本事阿闍梨     | 延享4年8月11日（1747年）                                    |      | 伊豆・妙泉寺24代 伊豆・行蓮寺8代  |
| 28世 | 日通 |                | 宝暦7年1月12日（1757年）                                    |      |                                   |
| 29世 | 日恩 |                | 明和5年3月11日（1768年）                                    |      |                                   |
| 30世 | 日等 |                | 寛政9年4月24日（1797年）                                    |      | 伊豆・妙泉寺26代                  |
| 31世 | 日縁 |                | 寛政3年1月18日（1791年）                                    | 68歳 | 小泉39代                          |
| 32世 | 日開 |                | 天保12年7月12日（1841年）                                   |      |                                   |
| 33世 | 日言 |                | 安政6年10月19日（1859年）                                   |      | 伊豆・本成寺16代                  |
| 34世 | 日完 |                | 明治25年1月7日（1892年）                                    |      | 大井氏                            |
| 35世 | 日周 | 安祥院         | 明治17年3月10日（1884年）                                   | 57歳 |                                   |
| 36世 | 日詮 |                | 明治12年2月26日（1879年）                                   |      | 伊豆・行蓮寺19代                  |
| 37世 | 日住 | 常進院         | 大正10年5月1日（1921年）                                    |      | 大井氏 伊豆・妙泉寺32代           |
| 38世 | 日遠 | 大見阿闍梨     | 昭和4年1月22日（1929年）                                    |      | 伊豆・妙泉寺33代 伊豆・行蓮寺23代 |
| 39世 | 日悦 | 良心院         | 昭和24年1月29日（1949年）                                   | 69歳 | 伊豆・行蓮寺24代                  |
| 40世 | 日音 | 海潮院         | 昭和53年8月20日（1978年）                                   | 95歳 |                                   |
| 41世 | 日誠 | 本晃院         | 昭和52年11月16日（1977年）                                  | 82歳 |                                   |
| 42世 | 日臣 | 寛道院         | 昭和63年6月20日（1988年）                                   | 77歳 | 伊豆・妙泉寺35代                  |
| 43世 | 日玄 | 本中院         | 平成8年4月13日（1996年）                                    | 89歳 | 宇佐美錬秀 伊豆・本成寺30代       |
| 44世 | 日包 | 顯恆院         | 平成20年10月31日（2008年）                                  | 68歳 | 曽根顯恆 伊豆・行蓮寺26代         |
| 45世 | 日芳 | 慈榮院         |                                                             |      | 田中智海 伊豆・蓮慶寺より晋山     |

## 主要年間行事
- 年頭会（1月11日）
- 開山会（5月8日）
- 霊宝御風入（8月第4日曜日）
- 御会式（10月13日）

## 旧末寺
日蓮宗は昭和16年（1941年）に本末を解体したため、現在では旧本山・旧末寺と呼びならわしている。
- 法運山本成寺（静岡県伊豆市菅引）
- 永正山妙泉寺（静岡県伊豆市原保）
- 旭光山行蓮寺（静岡県伊東市宇佐美）
- 船守山蓮慶寺（静岡県伊東市川奈）

## 交通アクセス
- 修善寺ICより県道12号を南東へ車で7Km